# Старые Зазулены
Старые Зазулены (рум. Zăzulenii Vechi, Зэзулений-Векь) — село в Унгенском районе Молдавии. Наряду с сёлами Старые Негурены, Кошены и Цыгира входит в состав коммуны Старые Негурены.

## География
Село расположено на высоте 89 метров над уровнем моря.

## Население
По данным переписи населения 2004 года, в селе Зэзулений-Векь проживает 402 человека (189 мужчин, 213 женщины).
Этнический состав села:
| Национальность | Число жителей | Процентный состав |
| -------------- | ------------- | ----------------- |
| молдаване      | 396           | 98.51             |
| русские        | 3             | 0.75              |
| украинцы       | 2             | 0.5               |
| прочие         | 1             | 0.25              |
| Всего          | 402           | 100%              |